# Achimenes warszewicziana
Achimenes warszewicziana là một loài thực vật có hoa trong họ Tai voi. Loài này được (Regel) H.E.Moore mô tả khoa học đầu tiên năm 1962.